# 精華町立精華中学校
精華町立精華中学校（せいかちょうりつ せいかちゅうがっこう）は、京都府相楽郡精華町南稲八妻にある公立中学校。略称「精中」。

## 概要
町役場などがある精華町の中心部に立地する。1947年に川西村、山田荘村、相楽村で設立した組合により、組合立精華中学校として開校した。1951年の合併による精華町発足の際、精華中学校が精華町の名称の由来となった。1988年に精華町立精華南中学校が開校するまで、町内唯一の中学校であった。

## 沿革
精華中学校は、戦後学制改革が実施された新憲法施行日の1947年5月3日に開校した。昭和の大合併の際には、精華中学校の名称が新設される村の名称にそのまま使用され、1951年に現在の精華町の前身となる精華村が誕生した。精華中学校の名称自体は戦前の精華高等小学校に由来するため、ここでは精華高等小学校の沿革から見ていくこととする。

### 精華高等小学校
1896年（明治29年）、狛田村・稲田村・祝園村・山田荘村・相楽村組合立精華高等小学校が開校した。「精華」は教育勅語の「国体の精華」（日本の国の最も美しい美点）という一節からとられた。尋常小学校卒業後、村を出ずに進学できる精華高等小学校は地域に歓迎された。しかし、校舎の建て替え経費の問題もあり、1920年（大正9年）、組合は分離・解散し、精華高等小学校は閉校している。

### 精華中学校の創立
戦後の学制改革により、新制中学校が設立されることとなった。地域にあって、家から通う新制中学校は、戦前の精華高等小学校を連想させた。村の中心的世代である40代、50代の多くが精華高等小学校卒であり、二度目の組合設立の大きな牽引力となった。それに、組合は川西村・山田荘村・相楽村の3村で組むことになり、精華高等小学校と同じ範囲であったため、新制中学校は「精華」の名前を継承することとなった。戦後の学制改革により、学校教育を律するのは戦前の教育勅語から日本国憲法と教育基本法に変わったが、「精華」と言えば、かつて地域の村々が協力し、共同で運営した学校の名前であったため、新制中学校にも採用されることとなった。
1949年2月、京都府自治制度調査委員会によって出された町村合併の試案によると、相楽郡の合併の組み合わせはいずれも新制中学校の区域に基づいたものであった。相楽郡北西部では精華中学校の区域である川西村・山田荘村・相楽村の3村の合併が検討された。最終的に相楽村は木津町との合併を決定し、川西村・山田荘村の2村合併となったが、ともに精華中学校を運営している仲間の村々ということが強く意識され、1951年4月、精華中学校の名を由来とする精華村が誕生することとなった。それに伴い、組合立精華中学校は精華村立精華中学校へ改称し、木津町と合併した相楽村の生徒は木津中学校へ通うこととなった。
1952年4月、精華中学校に附設の精華村立精華家政学園を開校した。翌年4月、精華家政学園は精華女子高等技芸学院に改称した。
1955年4月、町制施行に伴い、精華村立精華中学校は精華町立精華中学校へ改称した。
1962年3月、精華中学校に附設していた精華女子高等技芸学院は廃校となった。

### 年表
- 1947年5月 - 川西村山田荘村相楽村組合立精華中学校開校
- 1950年
  - 5月 - 校舎竣工（第3期工事）落成式挙行
  - 11月 - 文部大臣より、施設優良校として表彰を受ける
- 1951年4月 - 精華村発足に伴い、精華村立精華中学校へ改称（旧相楽村は木津町への編入に伴い木津中学校へ）
- 1952年4月 - 精華村立精華家政学園を開校
- 1953年4月 - 精華村立精華家政学園を精華女子高等技芸学院に改称
- 1955年4月 - 町制施行に伴い、精華村立精華中学校を精華町立精華中学校へ改称
- 1961年9月 - 第2室戸台風により被災（体育館傾斜、校舎損壊など）
- 1962年3月 - 精華女子高等技芸学院を廃校
- 1963年7月 - プール竣工
- 1967年9月 - 校舎の全面改築工事竣工（竣工式：1968年5月31日）
- 1970年3月 - バックネット設備竣工
- 1972年5月 - クラブボックスを新設
- 1974年12月 - 被服室・普通教室2教室を増改築
- 1978年4月 - 生徒数増加のため、グラウンドにプレハブ校舎を増築し、特別教室に転用
- 1979年
  - 3月 - 新体育館竣工
  - 9月 - 旧体育館跡にグラウンドを拡張
- 1981年3月 - 本館東側校舎（9教室）を増築
- 1988年4月 - 精華町立精華南中学校を分離（精華町立山田荘小学校内に開校）
- 1989年8月 - 大規模改造工事（I期）竣工。（外壁、本館3階）
- 1990年8月 - 大規模改造工事（II期）竣工。（体育館南側バレー・テニスコート・防球フェンス）
- 1991年8月 - 大規模改造工事（III期）竣工。（本館1階）
- 1992年8月 - コンピューター教室を設置。（新館2階）
- 1995年8月 - 南側プレハブ校舎を撤去
- 1998年9月 - グラウンド拡張工事竣工
- 2002年6月 - 普通教室に扇風機を設置
- 2004年4月 - 2学期制を導入
- 2016年3月 - 旧本館校舎が耐震性が不足しているため、新校舎を改築・竣工。（プール棟・渡り廊下含む）体育館棟は改修のみ

## 部活動
2011年4月現在の部活動である。
体育系
- 陸上競技部
- サッカー部
- 男子バスケットボール部
- 野球部
- 女子ソフトテニス部
- 女子バドミントン部
- 卓球部
- 女子バレーボール部
- 剣道部

文化系
- 総合文化部
- 吹奏楽部

## 主な指定研究・研究発表など
- 1950年11月 - 文部大臣より、施設優良校として表彰を受ける
- 1959年4月 - 科学教育研究校・産業教育研究校に指定。（文部省）
- 1960年4月 - 学校放送教育研究発表を行う（府放送教連）
- 1960年11月 - 科学教育研究発表を行う
- 1961年1月 - 学校放送教育研究発表を行う（府放送教連）
- 1961年10月 - 放送教育研究会全国連盟より優秀校として表彰を受ける。NHKより放送教育について感謝状を受ける
- 1962年11月 - ソニー理科教育振興資金を受ける
- 1965年11月 - 第9回府視聴覚教育研究発表を行う
- 1968年11月 - 生徒指導研究発表（府教委）を行う
- 1983年4月 - 心身障害児理解推進校に指定（文部省。主題「南山城養護学校との交流教育を通し、障害児に対する理解を深め、より豊かな人間関係を追及する」）
- 1984年1月 - 相楽郡自主研究発表（主題「基礎学力の充実を目指す取り組みを全校的にどう進めるか」）
- 1985年4月 - 文部省初等中等教育局長に、心身障害児理解推進校（1983,84年度）としての教育・実践に対し、感謝状を受ける
- 1985年11月 - 日本PTA全国協議会長により、本校育友会活動について表彰を受ける
- 1986年4月 - 1986,87年度府教委・町教委委嘱道徳教育研究校に指定
- 1989年12月 - 郡中教研究指定発表「生徒の自己実現を目指す進路指導」
- 1990年4月 - 平成2・3年度府教委、町教委教育実践推進「運動部活動」研究校に指定
- 1991年11月 - 府教委、町教委教育実践推進「運動部活動」研究発表を行う
- 1993年4月 - 指導方法の改善実施校に指定（府教委）
- 1993年4月 - 社会福祉協力校に指定

## 校区
精華町では公立学校選択制が導入されていないため、以下の地域に在住する場合、市立中学校への進学は原則精華中学校となる。
- 精華町立川西小学校区（全域）
- 精華町立精北小学校区（全域）
- 精華町立精華台小学校区（うち大字南稲八妻の地域）

## 学校の周辺
- 精華町役場
- せいかガーデンシティ
- 山手幹線

## 交通アクセス
- JR片町線（学研都市線） 祝園駅下車
- 近鉄京都線 新祝園駅下車

## 校区が隣接している学校
- 精華町立精華西中学校
- 木津川市立木津第二中学校
- 木津川市立木津中学校
- 木津川市立山城中学校
- 京田辺市立田辺中学校
- （奈良県）生駒市立生駒北中学校[2]